# برت کندی
برت کندی (انگلیسی: Burt Kennedy؛ ۳ سپتامبر ۱۹۲۲ – ۱۵ فوریهٔ ۲۰۰۱) یک کارگردان، و فیلم‌نامه‌نویس اهل ایالات متحده آمریکا بود.